# Vässinjärvi
Vässinjärvi är en sjö som delas med Ljusdals kommun i Gävleborgs län och Orsa kommun i Dalarnas län och ingår via utloppet till Oreälv i Dalälvens huvudavrinningsområde. Sjön är en konstgjord reservoar som skapades på 60-talet när kraftstationen Vässinkoski byggdes. Vässinkoski kraftstation har ett nominellt flöde på ungefär 16 m³/s och ger ca 10 MW. Sjön har en area på 7,53 kvadratkilometer och används som regleringsmagasin. Vattenytan i sjön regleras mellan 424 och 408 meter över havet.

## Delavrinningsområde
Vässinjärvi ingår i det delavrinningsområde (682000-144100) som SMHI kallar för Utloppet av Vässinjärvi. Medelhöjden är 467 meter över havet och ytan är 29,11 kvadratkilometer. Räknas de 42 avrinningsområdena uppströms in blir den ackumulerade arean 340,23 kvadratkilometer. Orsälven (Oreälven) som avvattnar avrinningsområdet har biflödesordning 2, vilket innebär att vattnet flödar genom totalt 2 vattendrag innan det når havet efter 426 kilometer. Avrinningsområdet består mestadels av skog (66 procent). Avrinningsområdet har 7,45 kvadratkilometer vattenytor vilket ger det en sjöprocent på 25,6 procent.